# William A. Wheeler
William Almon Wheeler (30. juni 1819 – 4. juni 1887) var en repræsentant i Kongressen og den 19. vicepræsident i USA.
Wheeler blev født i den lille by Malone i staten New York og uddannede sig indenfor jura. I perioden 1846 – 1849 praktiserede han som statsadvokat i Franklin County. Han gik over i lokalpolitikken i 1851, og senere rigspolitikken, hvor han sad i Kongressen i fire perioder. 
Han blev valgt til vicepræsident i 1876, og tiltrådte den 4. marts 1877. Han var meget anonym i arbejdet, og stillede ikke til genvalg ved valget i 1880. Efter at han var færdig som vicepræsident trak han sig tilbage fra det offentlige liv, og døde i hjembyen efter en periode med svigtende helse.